# Lonny
Lonny és un municipi francès situat al departament de les Ardenes i a la regió del Gran Est. L'any 2007 tenia 441 habitants.

## Demografia

### Població
El 2007 la població de fet de Lonny era de 441 persones. Hi havia 177 famílies de les quals 46 eren unipersonals (25 homes vivint sols i 21 dones vivint soles), 55 parelles sense fills, 68 parelles amb fills i 8 famílies monoparentals amb fills.
La població ha evolucionat segons el següent gràfic:
Habitants censats

### Habitatges
El 2007 hi havia 192 habitatges, 178 eren l'habitatge principal de la família, 5 eren segones residències i 9 estaven desocupats. 167 eren cases i 21 eren apartaments. Dels 178 habitatges principals, 140 estaven ocupats pels seus propietaris, 35 estaven llogats i ocupats pels llogaters i 3 estaven cedits a títol gratuït; 7 tenien dues cambres, 20 en tenien tres, 45 en tenien quatre i 106 en tenien cinc o més. 128 habitatges disposaven pel capbaix d'una plaça de pàrquing. A 75 habitatges hi havia un automòbil i a 78 n'hi havia dos o més.

### Piràmide de població
La piràmide de població per edats i sexe el 2009 era:
| Homes | Edats   | Dones |
| ----- | ------- | ----- |
| 0     | 95 o +  | 0     |
| 0     | 90 a 94 | 0     |
| 4     | 85 a 89 | 0     |
| 0     | 80 a 84 | 4     |
| 4     | 75 a 79 | 8     |
| 12    | 70 a 74 | 20    |
| 8     | 65 a 69 | 4     |
| 8     | 60 a 64 | 4     |
| 4     | 55 a 59 | 8     |
| 8     | 50 a 54 | 20    |
| 12    | 45 a 49 | 16    |
| 16    | 40 a 44 | 12    |
| 20    | 35 a 39 | 20    |
| 28    | 30 a 34 | 16    |
| 4     | 25 a 29 | 4     |
| 20    | 20 a 24 | 12    |
| 12    | 15 a 19 | 8     |
| 32    | 10 a 14 | 8     |
| 16    | 5 a 9   | 24    |
| 20    | 0 a 4   | 20    |

## Economia
El 2007 la població en edat de treballar era de 279 persones, 207 eren actives i 72 eren inactives. De les 207 persones actives 186 estaven ocupades (103 homes i 83 dones) i 22 estaven aturades (12 homes i 10 dones). De les 72 persones inactives 19 estaven jubilades, 23 estaven estudiant i 30 estaven classificades com a «altres inactius».

### Ingressos
El 2009 a Lonny hi havia 210 unitats fiscals que integraven 553,5 persones, la mediana anual d'ingressos fiscals per persona era de 17.586 €.

### Activitats econòmiques
Dels 17 establiments que hi havia el 2007, 1 era d'una empresa de fabricació d'altres productes industrials, 6 d'empreses de comerç i reparació d'automòbils, 1 d'una empresa de transport, 1 d'una empresa d'informació i comunicació, 1 d'una empresa financera, 2 d'empreses immobiliàries, 3 d'empreses de serveis, 1 d'una entitat de l'administració pública i 1 d'una empresa classificada com a «altres activitats de serveis».
L'any 2000 a Lonny hi havia 6 explotacions agrícoles que ocupaven un total de 234 hectàrees.

## Equipaments sanitaris i escolars
El 2009 hi havia una escola elemental integrada dins d'un grup escolar amb les comunes properes formant una escola dispersa.

## Poblacions més properes
El següent diagrama mostra les poblacions més properes.